# Kirchnerismo
El kirchnerismo es un movimiento político de centroizquierda y variante del peronismo, surgido en el año 2003, que reúne los principales postulados ideológicos plasmados en las presidencias de Néstor Kirchner ―entre 2003 y 2007― y Cristina Fernández de Kirchner ―entre 2007 y 2015― los que, en conjunto, ocuparon el Poder Ejecutivo Nacional durante 12 años, 6 meses y 15 días consecutivos, período denominado por sus partidarios como «la Década Ganada».

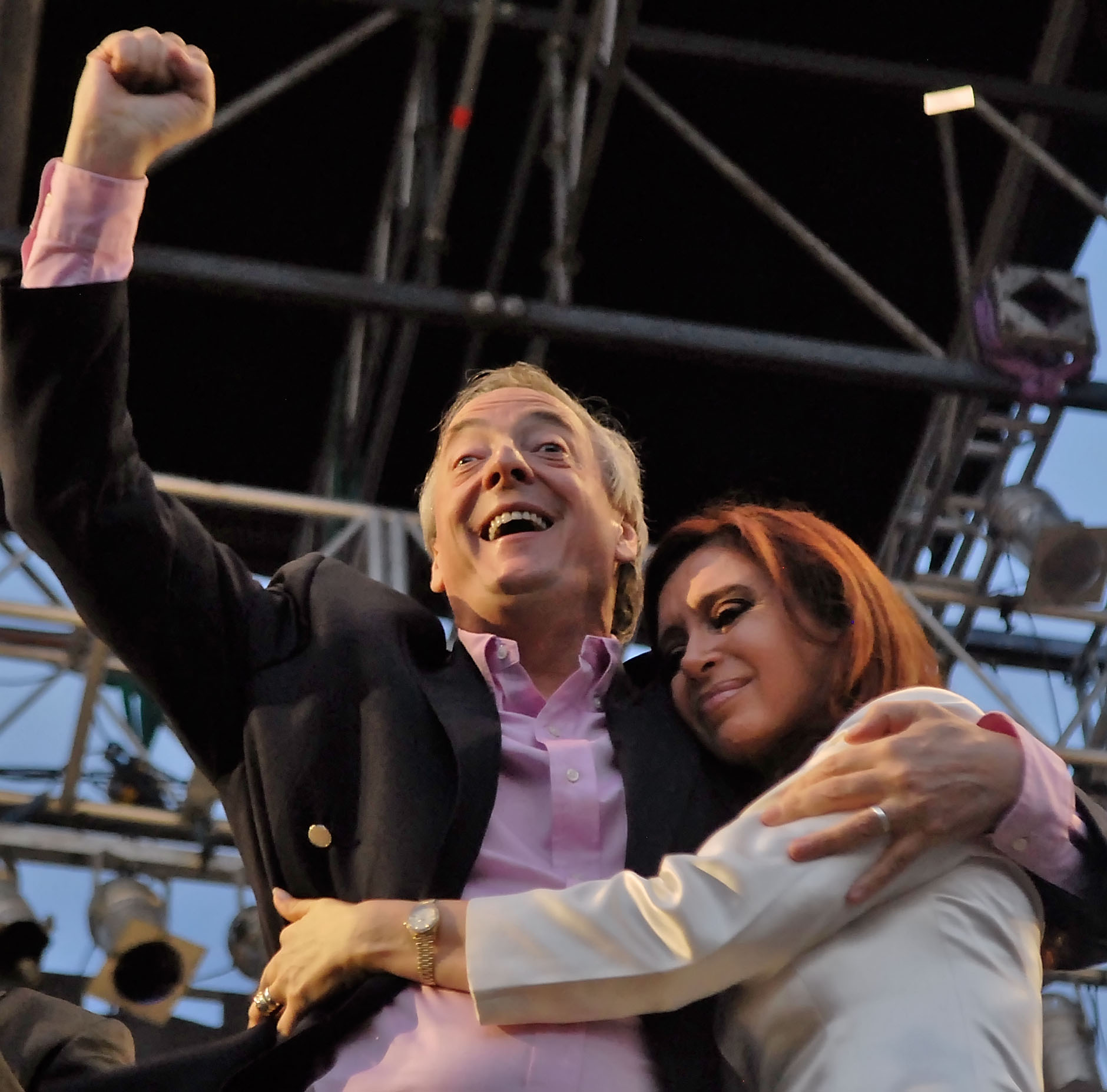
El Presidente de Argentina, Néstor Kirchner, estuvo presente durante el cierre de campaña de su esposa, Cristina Fernández. Año 2007.

Para las elecciones de 2019, Cristina Fernández decidió ser candidata a vicepresidenta en fórmula con Alberto Fernández, quien había sido Jefe de Gabinete de Néstor Kirchner, pero luego abandonó el kirchnerismo por sus desacuerdos con Cristina Kirchner, como candidato presidencial de una amplia coalición. Apoyados por un frente más amplio llamado Frente de Todos, sumando sectores del peronismo no kirchnerista y el Peronismo Federal, como el «Frente Renovador», varias secciones provinciales del Partido Justicialista y la conducción de la CGT gobernaron el país por cuatro años más hasta 2023.
Integran el movimiento diversos partidos y sectores políticos, entre los que se encuentran sectores del Partido Justicialista, sectores del radicalismo argentino como los Radicales K, el Partido de la Concertación FORJA y el Movimiento Nacional Alfonsinista, el Frente Grande, sectores del Partido Socialista Auténtico, La Patria de los Comunes, el Partido Comunista (CE), el Partido Humanista, el Partido Intransigente, el Movimiento Evita, La Cámpora, La Patria es el Otro, el Partido de la Liberación, el Kolina, Nuevo Encuentro, Frente Transversal, entre otros.
El kirchnerismo comenzó a tomar forma en el seno del Grupo Calafate, luego del colapso político que produjo la crisis de diciembre de 2001 bajo el signo de la consigna: «¡Que se vayan todos!», durante la campaña electoral de las elecciones presidenciales de 2003. En ese momento, ya durante la presidencia interina de Eduardo Duhalde, el Grupo Calafate, una alianza de sectores antimenemistas del peronismo, críticos de las políticas neoliberales, que bajo el liderazgo del presidente Duhalde y la coordinación de Alberto Fernández, presentaron la candidatura presidencial de Néstor Kirchner y organizaron una coalición política con sectores de centro izquierda que denominaron Frente para la Victoria. Kirchner resultó segundo en las elecciones del 27 de abril con el 22.25 % de los votos, pero en ese momento aún no se hablaba del kirchnerismo, como una tendencia política multipartidaria con identidad propia. Inmediatamente después de las elecciones, cuando Kirchner debía enfrentar a Menem en el balotaje, algunos medios de comunicación comienzan a utilizar erráticamente la palabra «kirchnerismo». Elegido presidente, luego de que Menem no se presentara al balotaje, algunos diarios, como La Nación, comenzaron a identificar al kirchnerismo como una corriente política con características propias, al punto de titular que el expresidente radical Raúl Alfonsín: «Alfonsín dice que se volvió kirchnerista». Finalmente, el kirchnerismo adquirió una clara autonomía política, cuando en las elecciones legislativas de 2005 el kirchnerismo enfrentó al duhaldismo, en la crucial Provincia de Buenos Aires, con una lista propia encabezada por Cristina Kirchner, quién venció a Chiche Duhalde, candidata del Partido Justicialista.

## Programa político

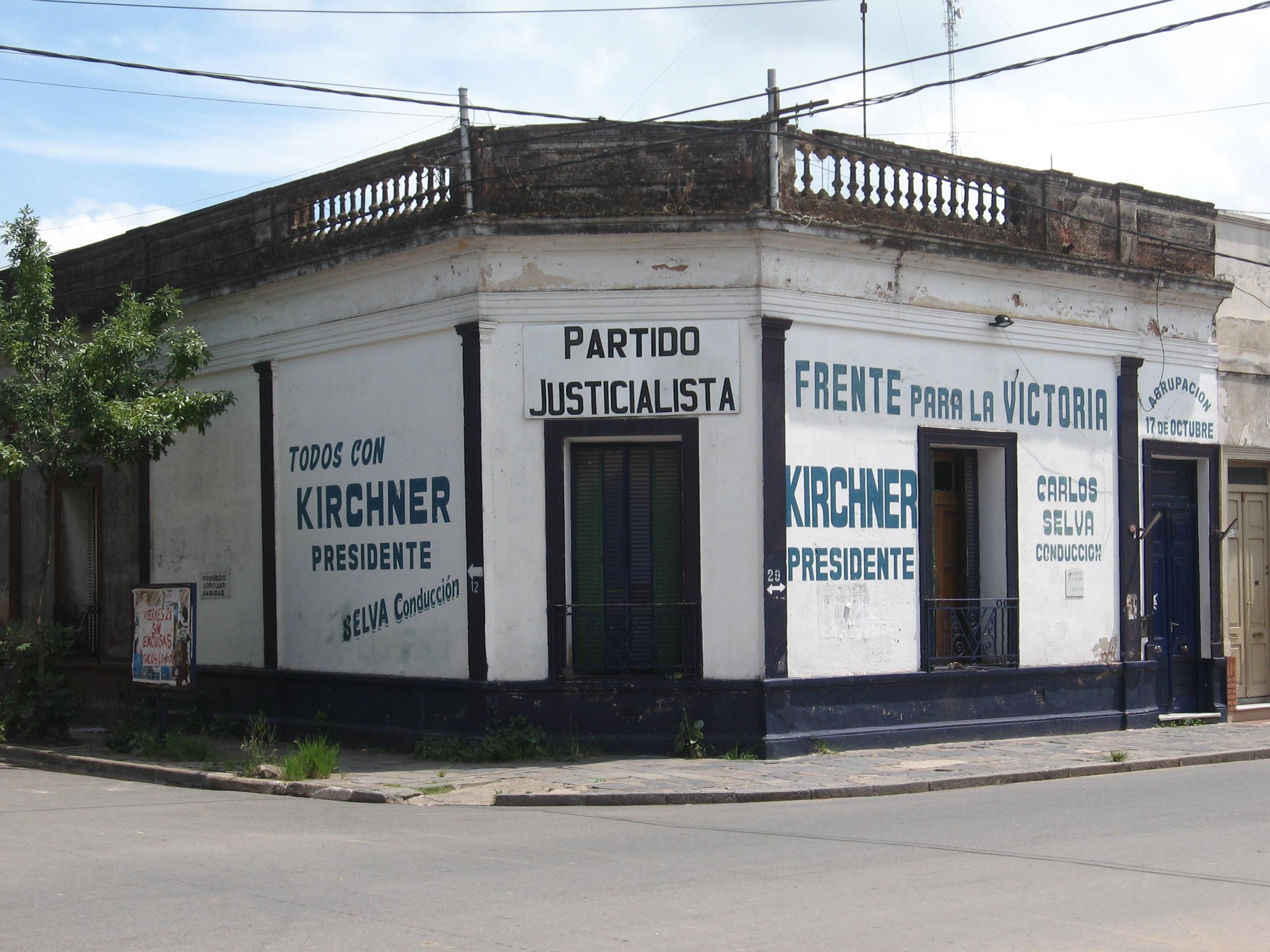
«Unidad básica» justicialista con proclamas de apoyo a Néstor Kirchner.

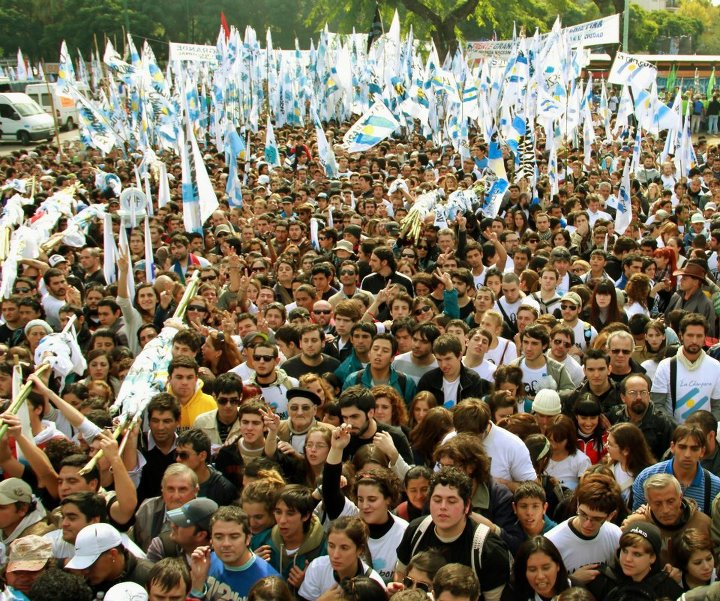
Concentración de jóvenes kirchneristas.

Las características principales de la ideología kirchnerista se pueden resumir en los siguientes puntos:
- Rechazo del neoliberalismo: el kirchnerismo se ha declarado en contra de las políticas neoliberales, así como un rechazo «al ajuste».[32] En su discurso de asunción Kirchner se mostró a favor de la intervención estatal en el mercado y afirmó que «debemos hacer que el Estado ponga igualdad allí donde el mercado excluye y abandona».[33]
- Rechazo de los tratados de libre comercio: el kirchnerismo se ha mostrado francamente contrario a los tratados de libre comercio, multilaterales y bilaterales impulsados por Estados Unidos. El punto más alto de esta política fue la confrontación de Kirchner con el expresidente de Estados Unidos, George W. Bush en la Cumbre de las Américas de Mar del Plata de 2005, que resultó decisiva para evitar la firma del ALCA (Alianza para el Libre Comercio de las Américas).[34]
- Alineamiento regional: internacionalmente, el kirchnerismo se ha mostrado dispuesto a fortalecer las relaciones con los países de América Latina, especialmente Bolivia, Brasil, Cuba, Ecuador y Venezuela, estableciendo un eje sudamericano con Brasil, a partir de la base del Mercosur.[35] El kirchnerismo ha mostrado una fuerte impronta de defensa del Mercosur.[36]
- Derechos humanos: el kirchnerismo ha tomado como bandera de lucha la defensa de los derechos humanos, en lo referido a los crímenes de lesa humanidad cometidos durante el Proceso de Reorganización Nacional (1976-1983), luego perdonados por las llamadas leyes de impunidad (Ley de Obediencia Debida, Ley de Punto Final y decretos de indulto) sancionadas durante los gobiernos de Raúl Alfonsín (1983-1989) y Carlos Menem (1989-1999). Durante el gobierno de Néstor Kirchner se anularon las leyes de impunidad y se reiniciaron los juicios por crímenes de lesa humanidad. Al finalizar la gestión de Cristina Fernández de Kirchner se habían abierto o reiniciado 2510 causas, de las cuales en 156 ya se había dictado sentencia, en las que se condenaron a 669 personas.[37][38] Esta posición del kirchnerismo ha llevado a que algunas importantes organizaciones de derechos humanos, como las Madres de Plaza de Mayo y las Abuelas de Plaza de Mayo apoyen activamente al kirchnerismo.[39][40][41]
- Políticas de género y sexualidad: en 2010 se aprobó la Ley de Matrimonio Igualitario que autoriza el matrimonio entre personas del mismo sexo,[42] siendo el primer país en Latinoamérica en consagrar este derecho.[43] En 2012 se aprobó la Ley de Identidad de Género,[44] permite que las personas trans sean inscriptas en sus documentos personales con el nombre y el sexo de elección, además ordena que todos los tratamientos médicos de adecuación a la expresión de género sean incluidos en el Programa Médico Obligatorio. En lo que respecta al aborto, no ha existido una postura uniforme dentro del movimiento. El ministro de Salud Ginés González García se declaró en 2005 a favor de la despenalización del aborto.[45] En cambio su sucesor en el cargo, Juan Manzur, dijo en julio de 2010 que «ya lo hemos dicho: estamos en contra del aborto, incluso lo manifestó la presidenta».[46] Sin embargo, en el año 2018, en medio del debate por la despenalización del aborto en Argentina, Cristina Fernández de Kirchner se pronunció a favor y votó a favor del proyecto presentado en el Senado.[47] Finalmente en diciembre de 2020 el Congreso Nacional aprobó la Ley de Interrupción Voluntaria del Embarazo, con el voto mayoritario de los parlamentarios kirchneristas.[48][49]

## Crítica

### Oposición y antikirchnerismo
A partir de 2008 la oposición comenzó a hablar de un enfrentamiento frontal con el kirchnerismo. El periodista Jorge Lanata, del Grupo Clarín, denominó a dicha antinomia como «la Grieta», en la entrega de los Premios Martín Fierro de 2013. El periodista Julio Blank, también del Grupo Clarín, sostuvo que ese grupo mediático tomó la decisión de hacer «periodismo de guerra» contra el kirchnerismo. Para el diario liberal-conservador La Nación el kirchnerismo dividiría a la sociedad en dos grandes grupos, la «patria» y la «antipatria», tratando a los opositores con desprecio y descalificaciones, que a su vez reaccionarían con desprecio y descalificaciones al kirchnerismo, retroalimentando la antinomia. Algunos kirchneristas sostienen que esta no existiría, mientras que otros consideran que sería de hecho anterior al kirchnerismo. El filósofo José Pablo Feinmann reconoce su existencia, pero considera que sería responsabilidad de la oposición y no del gobierno.
Además, si bien algunos de sus seguidores pertenecen al Partido Justicialista ―fundado por Juan Domingo Perón en 1946― sectores del peronismo pueden oponerse al kirchnerismo.

### Críticas y acusaciones
A lo largo de los años, desde que el kirchnerismo llegó al poder, diversos autores, periodistas y políticos han tenido una mirada crítica sobre el movimiento en general y sobre sus principales dirigentes. En el libro Lejos del bronce: Cuando Kirchner no era K (2014), del peronista Julio Bárbaro y el radical Omar Pintos y el periodista Oscar Muiño, se describe a Néstor Kirchner de «personalista». El periodista Diego Rojas, desde el punto de vista trotskista, considera que el kirchnerismo es un movimiento «feudal» conservador, término utilizado en un sentido coloquial, para referirse a su presencia en las provincias, con políticas «caudillistas», «tradicionalistas» y «clientelares», en beneficio de la «clases superiores». Por su parte, el profesor estadoundiense Robert Rotberg, publicó en 2019 un libro sobre «cómo los políticos y las grandes empresas roban a los ciudadanos» en América Latina, dedicado principalmente al lava jato de Brasil conducido por el juez Sergio Moro, que tuvo como principales acusados a la expresidenta Dilma Rousseff -que fue removida del cargo por juicio político- y al expresidente Lula da Silva, condenado a 12 años de prisión y excluido de sus derechos políticos (luego del libro la Corte Suprema anuló todos los casos contra Lula da Silva) apoya de manera implícita al expresidente Mauricio Macri por investigar e impulsar los juicios penales contra el kirchnerismo.
Asimismo, algunos de sus dirigentes han tenido acusaciones penales por traición a la patria corrupción, entre otras imputaciones. Algunas de estas causas judiciales han sido desestimadas por la justicia argentina, mientras otras han tenido condena.

## Historia

### Presidencia de Néstor Kirchner
La política económica del gobierno de Néstor Kirchner durante un breve lapso continuó los lineamientos establecidos por Lavagna, manteniendo la devaluación de la moneda con una fuerte participación del Banco Central en la compra de divisas, impulsando mediante las exportaciones un crecimiento económico con tasas del PBI cercanas al 10 %. Las políticas implementadas fueron exitosas, además, en sacar al país de la cesación de pagos más grande de su historia. Los índices de pobreza y de desempleo disminuyeron notoriamente. Las reservas internacionales pasaron de 14 000 millones de dólares en 2003 a más de 47 000 millones de dólares en 2007. Desde el principio del Gobierno de Néstor Kirchner, el papel del Estado en la economía se amplió en relación con el que tenía durante el Gobierno de Carlos Menem. Esto se vio en la estatización de Aerolíneas Argentinas, Correo Argentino, Astillero Río Santiago y la creación de ENARSA y de Agua y Saneamientos Argentinos. Desde 2003 a 2007 el país registró una fase de crecimiento económico con tasas que oscilaron en torno al 9 % (8,8 % en 2003, 9 % en 2004, 9,2 % en 2005, 8,5 % en 2006, 8,7 % en 2007, 6,8 % en 2008).

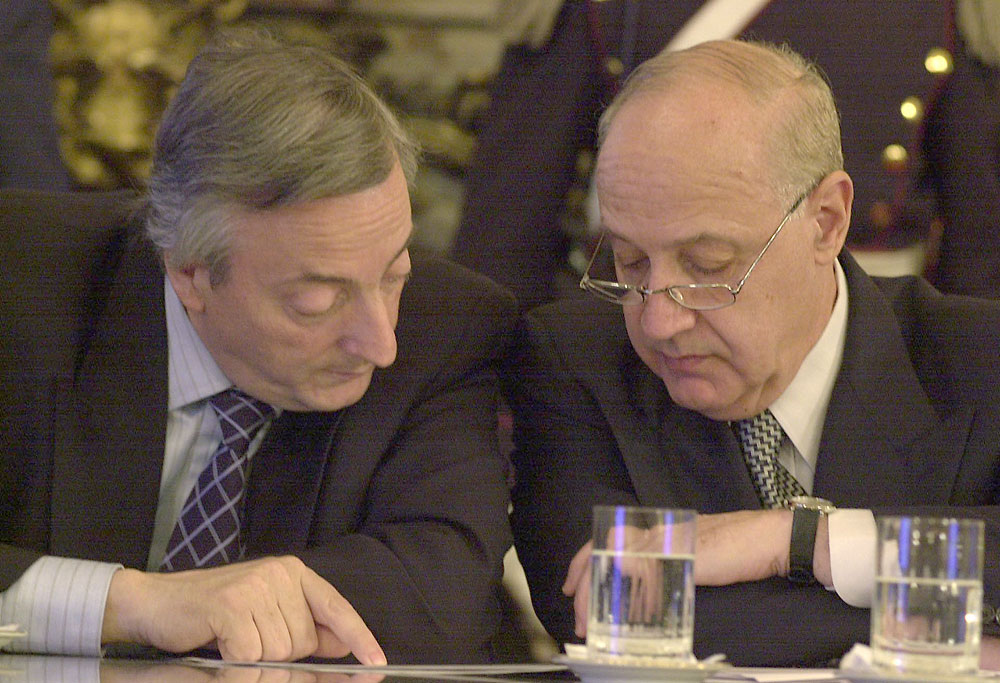
Casa Rosada - El presidente Néstor Kirchner junto al ministro de Economía, Roberto Lavagna.

Durante el gobierno de Kirchner, una de las principales medidas económicas de su gestión fue cancelar por anticipado la totalidad de la deuda con el Fondo Monetario Internacional. El objetivo declarado de ambos gobiernos fue terminar con la sujeción de las respectivas políticas económicas nacionales a las indicaciones del FMI.
En noviembre de 2006 las reservas internacionales subieron más de 30 000 millones de dólares y la desocupación bajó a valores inferiores al 11 % (10,2 % a 10,8 %, según distintas fuentes). La pobreza disminuyó desde algo más del 40 % en 2002 hasta un 22,3 % en 2006.

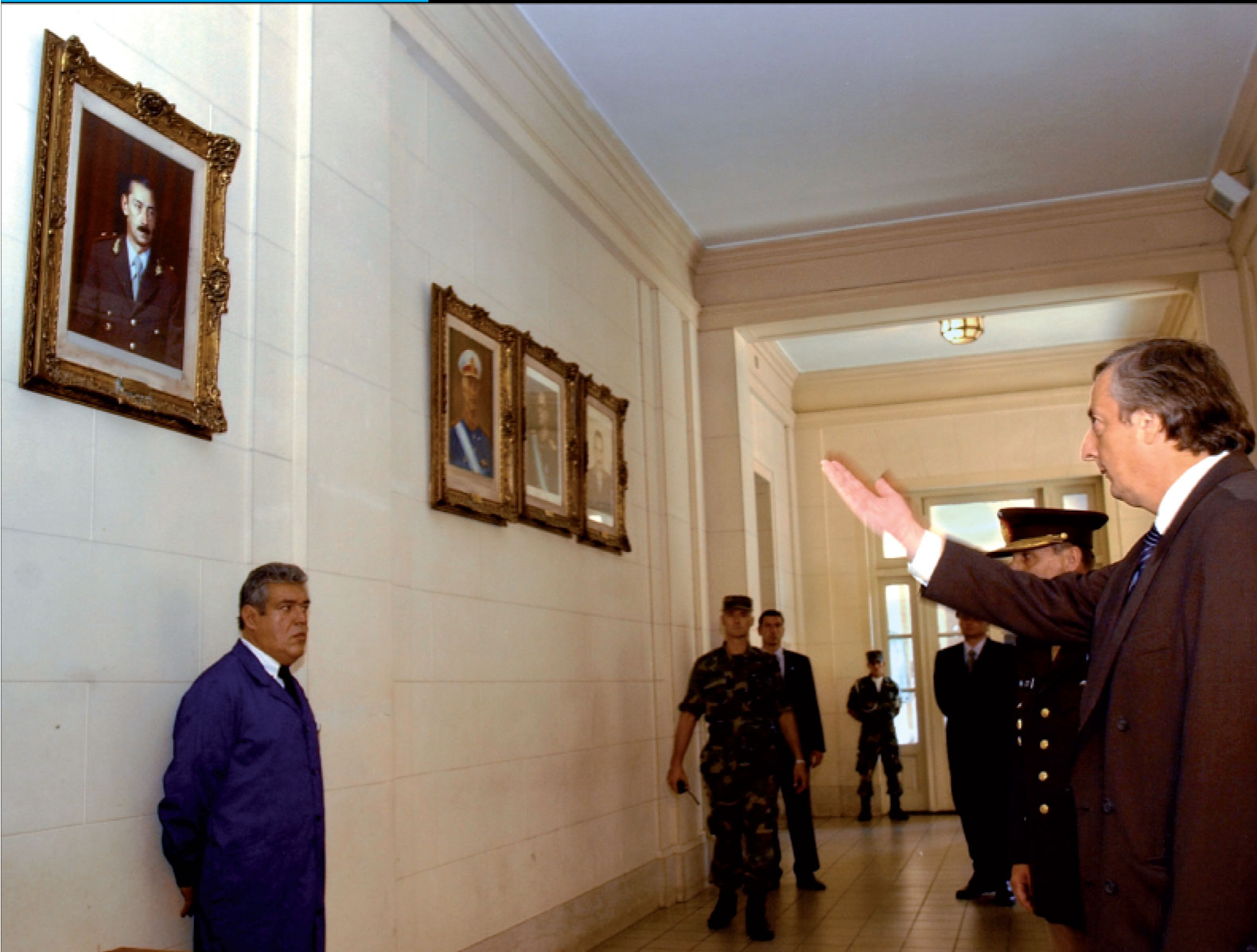
El presidente Néstor Kirchner ordenó que se descolgaran los cuadros de los genocidas Jorge Rafael Videla y Reynaldo Bignone del Colegio Militar en El Palomar.

Kirchner llevó adelante una activa política para promover los derechos humanos. Su gobierno ha incorporado reconocidos integrantes de organismos de derechos humanos. Además, ha impulsado el enjuciamiento a los responsables por crímenes de lesa humanidad ocurridos durante los años setenta, realizados por la Triple A y por el gobierno del Proceso de Reorganización Nacional. Para conseguirlo, sus partidarios apoyaron en el Congreso Nacional las anulaciones de las leyes de Obediencia Debida y Punto Final, las cuales mantenían frenados dichos juicios desde el gobierno de Raúl Alfonsín. Dicha medida fue posteriormente ratificada por el Poder Judicial.
La primera sentencia a militares que participaron de la dictadura fue a Cristino Nicolaides quien recibió una condena de 25 años de cárcel el día 19 de diciembre de 2007, por su participación en el grupo de tareas 2 del Batallón 601.
El mayor conflicto internacional durante la gestión fue en el año 2006 con Uruguay a raíz de la instalación de unas plantas de celulosa sobre el río Uruguay, situación que llevó al corte por parte de activistas de la provincia de Entre Ríos de los puentes internacionales con el país oriental. Kirchner se negó a reprimir a los manifestantes e incluso se manifestó públicamente a favor.
Una de las medidas discutidas fue la intervención del INDEC (Instituto Nacional de Estadística y Censos) en enero de 2007, su dirección del índice de precios fue intervenida, por Beatriz Paglieri. Un grupo de ATE ―no así el mayoritario UPCN― (que suma aproximadamente el 70 % del total de empleados) reclaman desde entonces que hubo un cambio de la metodología, pero que este cambio no fue discutido con los técnicos. Desde el Gobierno se detalló un sistema nuevo, decidió una modificación adaptable al consumo actual, dado que algunos productos antes evaluados, ni siquiera son relevantes o producidos en el presente debido al cambio de los hábitos de consumo.

### Primera presidencia de Cristina Fernández

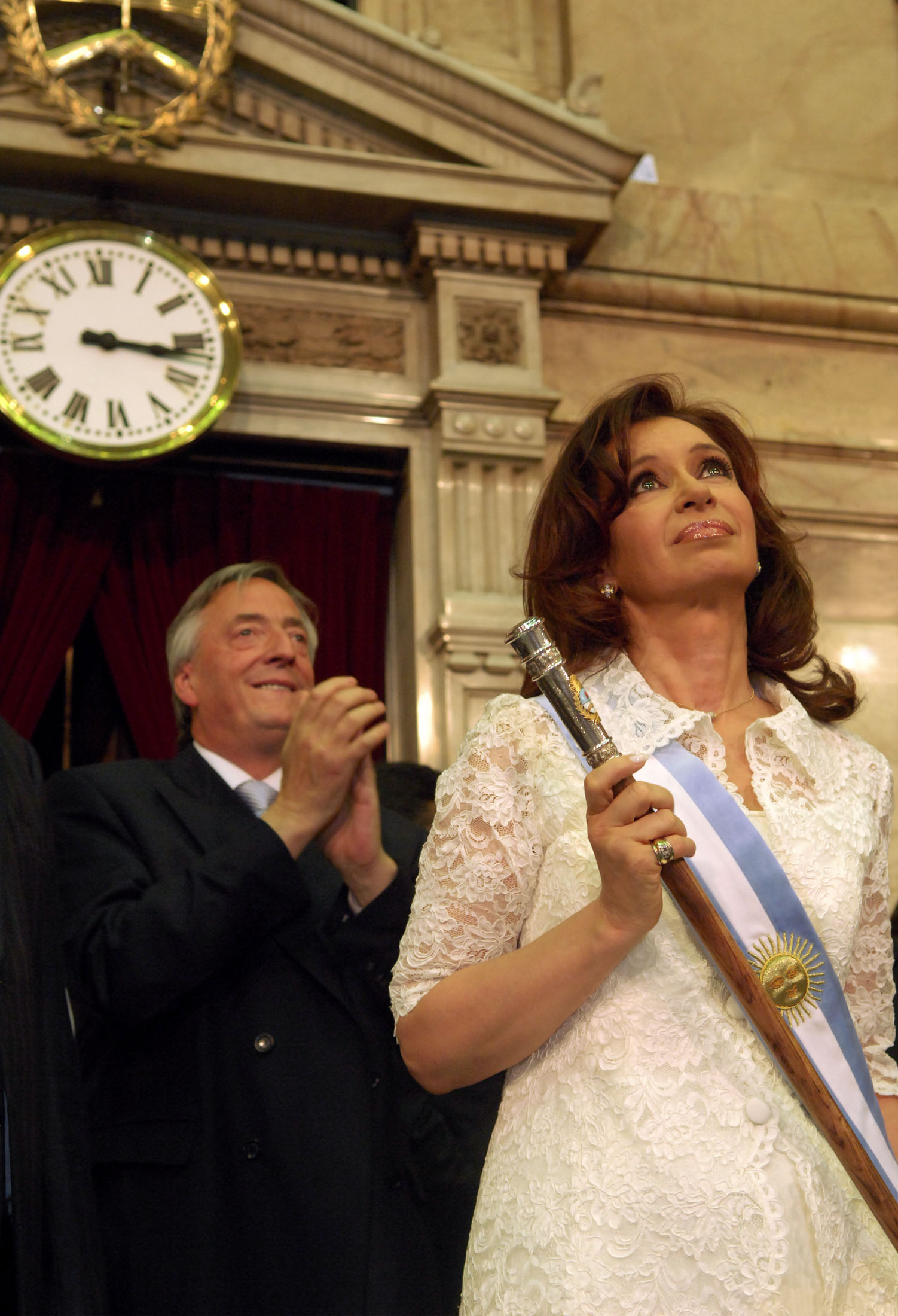
Cristina Fernández luego del traspaso del mando presidencial, el 10 de diciembre de 2007. Detrás, su esposo y predecesor, Néstor Kirchner.

Una de las primeras medidas adoptadas por la presidenta Fernández fue la creación del Ministerio de Ciencia, Tecnología e Innovación Productiva, designando a su cargo a Lino Barañao, un reconocido biólogo molecular. La medida se complementó con el anuncio de creación de un polo científico-tecnológico en Buenos Aires, integrado por tres institutos: Ciencias Sociales y Humanas, Ciencias Biomédicas y Biotecnológicas, y Ciencias Exactas y Tecnológicas.
Durante su presidencia, Cristina Fernández continuó con la política de derechos humanos del presidente Néstor Kirchner.
Debido a problemas de abastecimiento de energía en las postrimerías del año 2007, llevó a cabo un plan de ahorro de energía con el fin de mejorar y modernizar el uso de la energía eléctrica en el país. Además llevó a cabo un plan de construcción de nuevas centrales energéticas y de mejoras en las ya existentes.
El mayor conflicto durante la gestión se desarrolló a partir del 11 de marzo de 2008, cuando en un contexto de fuerte aumento nacional e internacional del precio de los alimentos, el ministro de Economía anunció un nuevo sistema de retenciones móviles a las exportaciones de cuatro productos ―soja, girasol, maíz y trigo― y sus derivados. Esto generó un rechazo de las cuatro organizaciones que reúnen al sector empleador de la producción agro-ganadera en la Argentina, quienes declararon un paro agropecuario patronal. El conflicto, que se extendió por 129 días, consistió en un cierre patronal (lock-out) con cortes de ruta, protestas, cacerolazos, conflictos en el comercio internacional argentino, etc. También llevó a la renuncia del ministro de Economía Martín Lousteau, autor de las medidas cuestionadas. El 17 de junio de 2008, la presidenta Fernández envió al Congreso un proyecto de ley sobre las retenciones, en una votación que debió ser desempatada por el Vicepresidente de la Nación, Julio Cobos, quien votó en contra del proyecto de la presidenta. Esto causó el rechazo del proyecto por el Congreso, llevó a una ruptura entre Cobos y Fernández, y obligó a un re-alineamiento político de un sector de los llamados radicales K. Este sector político comenzó a ser oposición, liderado por Cobos, quien no renunció a la vicepresidencia. El 18 de julio de 2008, la presidenta de la Nación ordenó dejar sin efecto la Resolución 125/08, luego de lo cual los empresarios dieron por terminado el conflicto.

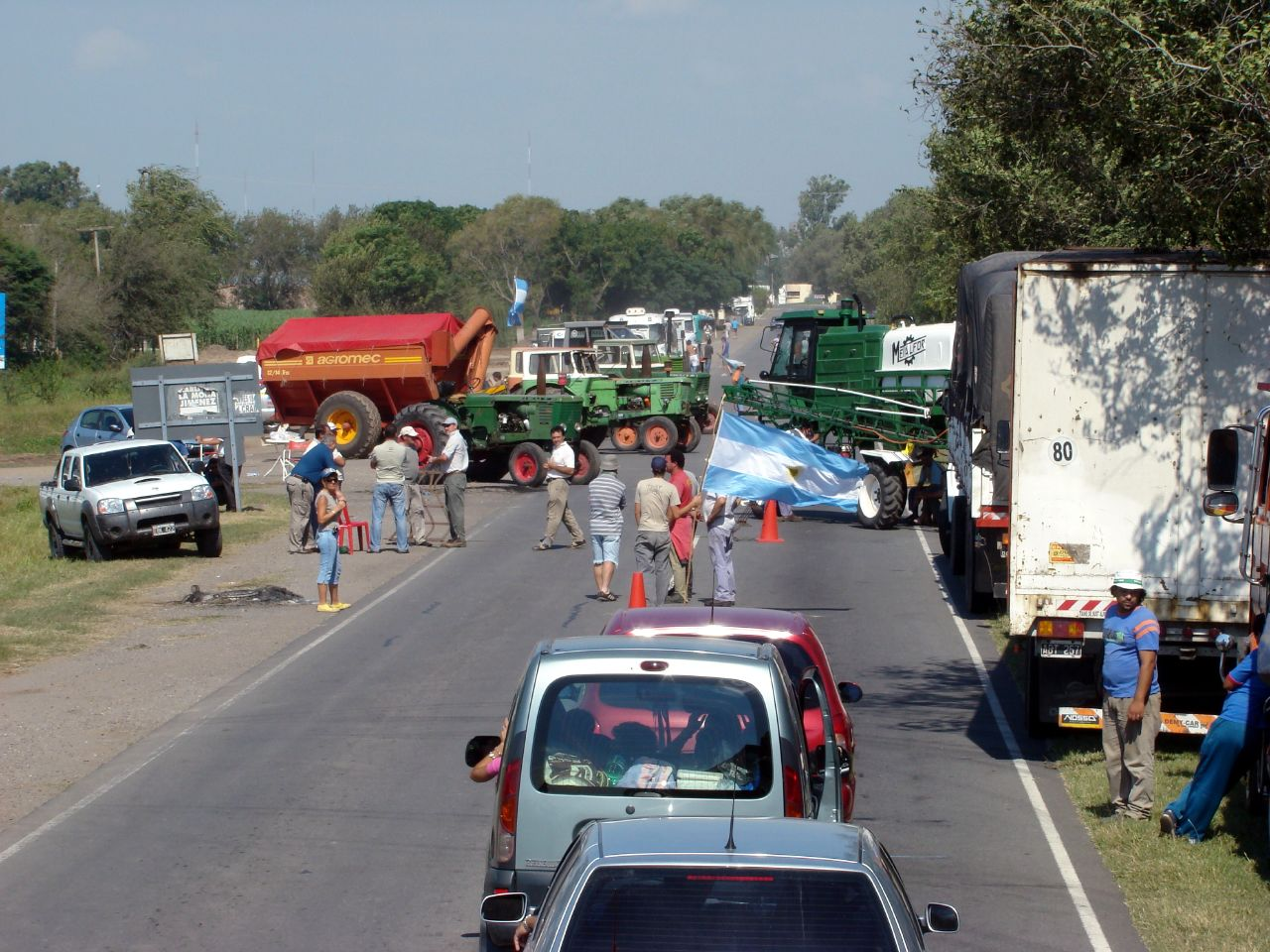
Corte de ruta de los productores agropecuarios sobre la Ruta Nacional 9, en jurisdicción de Oliva, provincia de Córdoba (cerca de Villa María).

Además, la presidenta presentó un proyecto de ley de rescate de las empresas Aerolíneas Argentinas y Austral Líneas Aéreas, mediante el cual el Estado argentino adquirió las acciones de esas y otras empresas relacionadas. Dicho proyecto fue aprobado por el Congreso Nacional el 3 de septiembre de 2008 como Ley 26.412.
El 21 de octubre de 2008, se elevó un proyecto al Congreso Nacional para poner fin al sistema de AFJP, un régimen privado de pensiones y jubilaciones que había constituido una de las principales medidas de la política generalizada de privatizaciones llevada adelante por el presidente Menem.
El proyecto fue aprobado por el Parlamento con apoyo de algunas fuerzas de oposición. La ley dio origen a un nuevo Sistema Integrado Previsional Argentino (SIPA).
Durante la gestión, se realizaron medidas para enfrentar la crisis económica mundial que comenzó en 2008, en diversas etapas englobadas en un plan anticrisis con el fin de impulsar la economía y evitar despidos en los sectores afectados. El plan fue apoyado por las dos centrales sindicales (CGT y CTA), la Unión Industrial Argentina que agrupa a los empresarios industriales, y CONINAGRO, que agrupa a las cooperativas rurales. Fue criticada por la Sociedad Rural Argentina (SRA) y la Federación Agraria Argentina (FAA), ambas asociaciones que agrupan a propietarios y productores rurales, quienes desde el Paro agropecuario patronal en Argentina de 2008 se convirtieron en fervientes opositores.
La presidencia de Cristina Fernández estuvo marcada desde 2008 por el conflicto con el Grupo Clarín.

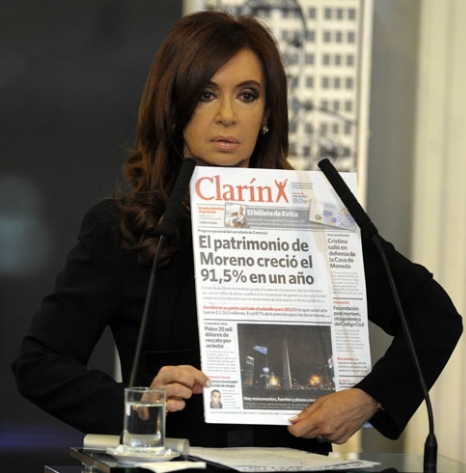
La presidenta Cristina Fernández sosteniendo un ejemplar del Diario Clarín.

En 2007, la plataforma electoral del kirchnerismo consideraba presentar un proyecto de Ley de Radiodifusión que reemplazara el decreto ley 22.285, sancionado por la dictadura militar en 1980, y basado en el anterior proyecto de ley presentado en 1989 por el diputado socialista Guillermo Estévez Boero y formulado por el Consejo para la Consolidación de la Democracia.
En 2009, dicho proyecto ―que fue consultado mediante varios congresos y foros en diferentes puntos del país― fue presentado al Congreso y fue aprobado el 10 de octubre, como Ley n.º 26.522, contando con el apoyo unánime de los diputados del oficialismo y de algunos partidos de la oposición como el Partido Socialista, y el rechazo de otros partidos opositores, como la Unión Cívica Radical, la Coalición Cívica, el macrista PRO y el peronismo disidente (duhaldismo, felipismo, De Narváez), entre otros.
El proyecto fue apoyado también por las dos centrales sindicales (CGT y CTA), así como por los sindicatos de los trabajadores de los medios de comunicación audiovisuales.
El proyecto también contó con el apoyo del premio nobel de la paz Adolfo Pérez Esquivel, de organizaciones de derechos humanos, y de la Federación Universitaria Argentina.
El proyecto también contó con el apoyo de varias organizaciones internacionales. Frank La Rue ―relator especial de Naciones Unidas sobre el Derecho a la Libertad de Opinión y Expresión― consideró que esta ley es 

un modelo único en el mundo y un ejemplo para todos los demás países, en virtud de que garantiza el acceso de todos los sectores a las frecuencias de la radio y la televisión manteniendo el principio de pluralismo y diversidad en el ejercicio de la libertad de expresión.

En sentido contrario se pronunciaron el multimedio Clarín, el Grupo Uno, y la ADEPA (Asociación de Empresas Periodísticas, conformada por empresarios de medios).
Ante el golpe de Estado en Honduras que destituyó al presidente constitucional Manuel Zelaya el 28 de junio de 2009, la presidenta Fernández adoptó una estricta política de condena, y propuso desconocer tanto a las autoridades golpistas, como al gobierno surgido de las elecciones convocadas por el gobierno golpista, reclamando la restitución del presidente depuesto. La posición argentina fue coordinada con Brasil, y se impuso como posición general en el Mercosur, la Unasur y la OEA.
Se profundizó la política de generalización de la negociación colectiva para regular las relaciones laborales que había iniciado el presidente Néstor Kirchner. También continuó con el Plan Patria Grande iniciado en el gobierno anterior, con el fin de otorgar documentos a los inmigrantes en situación irregular.
El 11 de agosto de 2009, luego de que la Asociación del Fútbol Argentino rompiera su contrato de televisación con la empresa TyC Sports, el gobierno nacional le ofreció la adquisición de los derechos ofreciendo 600 millones de pesos (el contrato anterior con TyC era de 268 millones de pesos). La principal condición sería la transmisión de todos los partidos en directo y que el excedente de ganancia por la comercialización se destine al deporte amateur.
Además se sancionó el Decreto 1602/09 estableciendo la generalización de la asignación familiar por hijo para todos los niños menores de 18 años cuyos padres se encuentren desocupados o trabajen en la economía informal por una remuneración que no sea superior al salario mínimo, vital y móvil, incluyendo los monotributistas sociales.
La medida fue decidida con el fin de cubrir las necesidades mínimas de todos los niños del país que se encuentren bajo la línea de pobreza y de aumentar la escolarización.

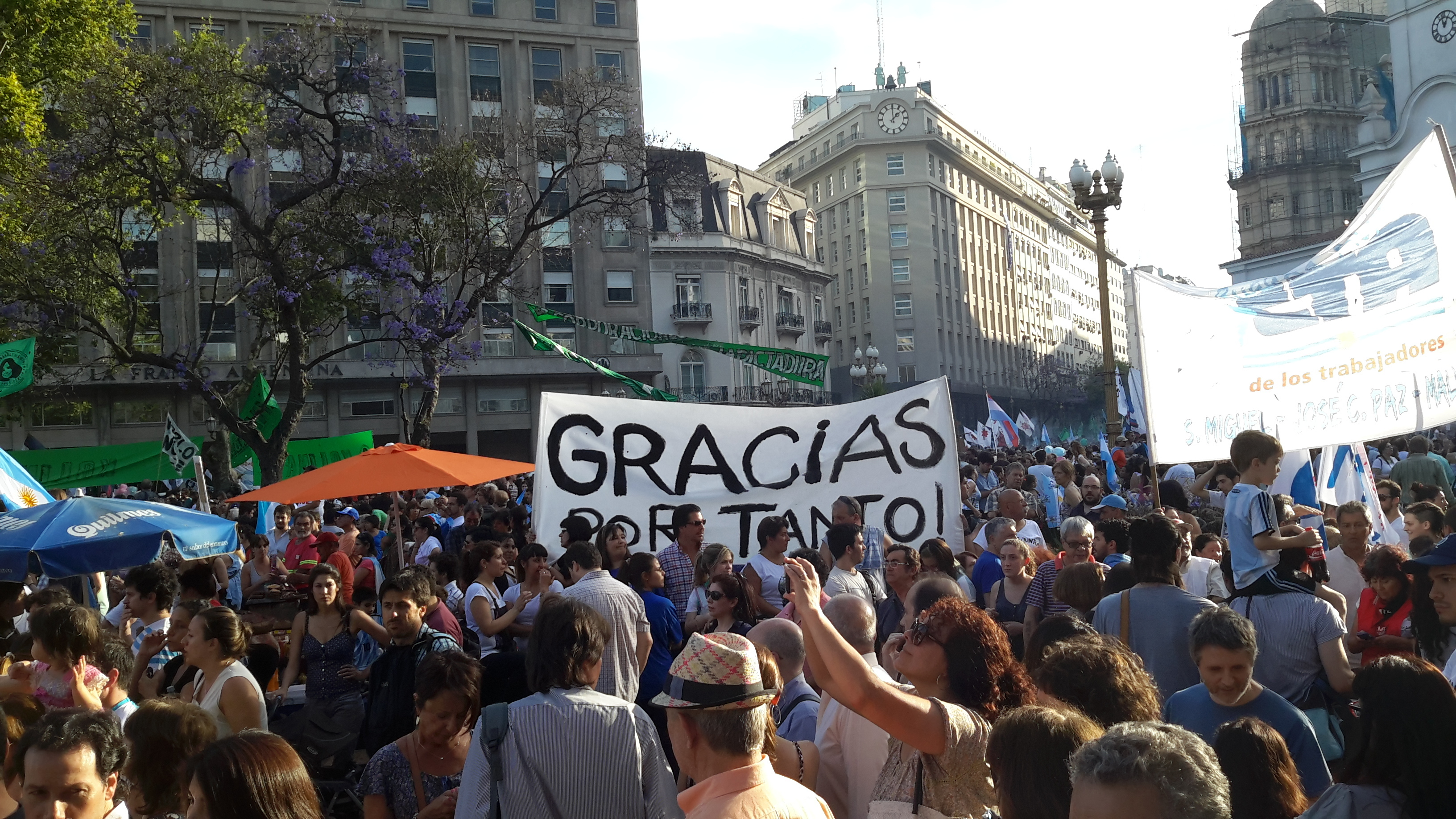
Manifestación en la Plaza de Mayo en apoyo a Cristina Fernández de Kirchner el último día de su mandato.

El 14 de diciembre de 2009 se creó el Fondo del Bicentenario, un fondo especial para garantizar el pago de los intereses de la deuda externa, mediante decreto de necesidad y urgencia con el fin de reducir la carga financiera sobre el tesoro nacional.
El 11 de septiembre de 2009 la presidenta Cristina Fernández presentó en la Cámara de Diputados de la Nación un proyecto de ley con el fin de despenalizar las calumnias e injurias para expresiones de interés público, que fue finalmente aprobado, lo que ameritó el reconocimiento internacional del Comité para la Protección de los Periodistas.
El 27 de octubre de 2010, falleció el fundador del movimiento Néstor Kirchner a los 60 años a causa de un paro cardiorrespiratorio. El velatorio se realizó en el Salón de los Pasos Perdidos del Congreso de la Nación.
En las Elecciones presidenciales de 2011, Cristina Kirchner obtuvo el 54,11 % de los votos, accediendo así a un segundo mandato. En dicha elección, el Frente para la Victoria logró el mayor porcentaje alcanzado en una elección presidencial desde 1983. Además quedó segunda en porcentaje de votos, después de Juan Domingo Perón.

### Oposición a Mauricio Macri

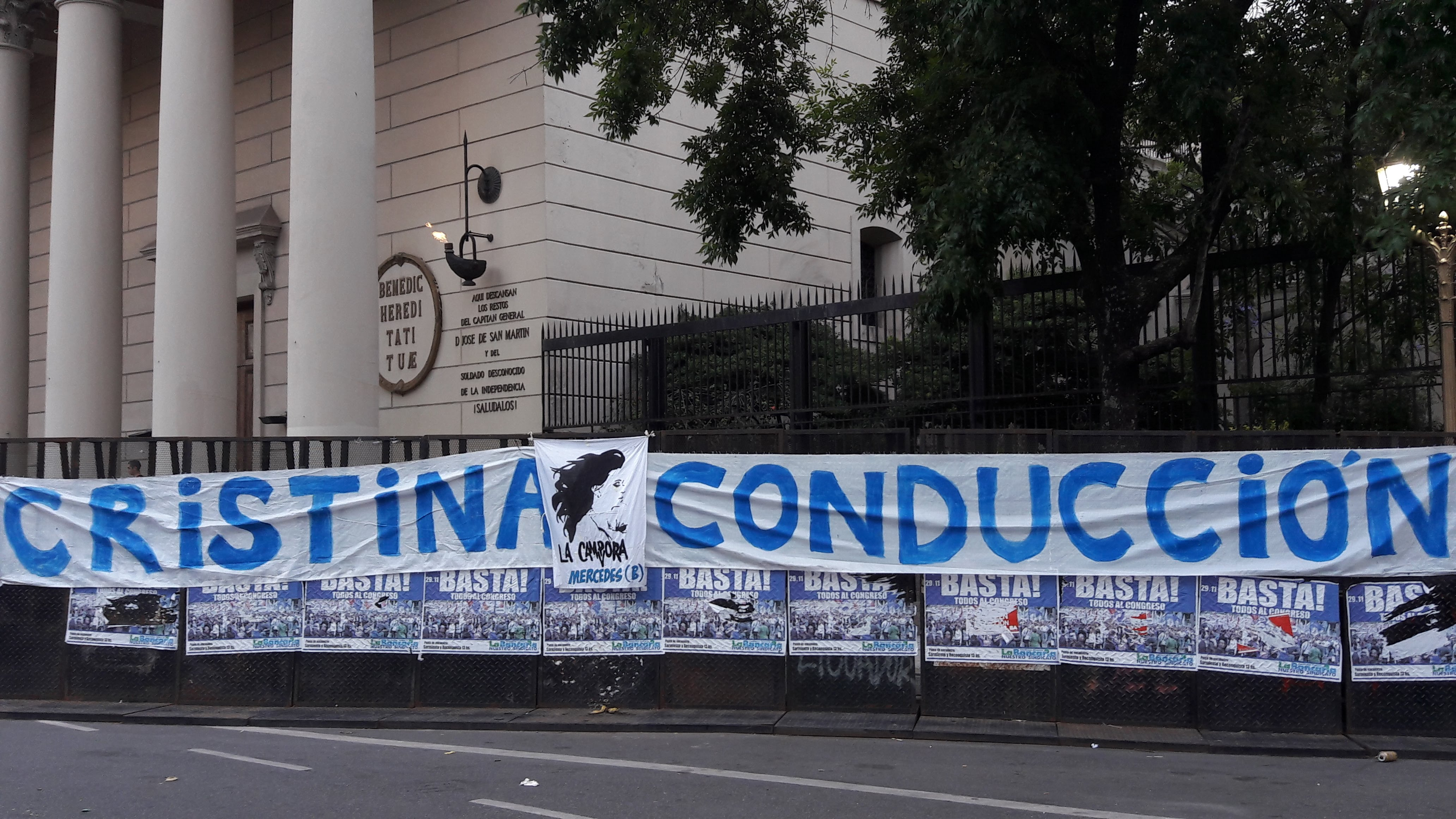
Cartel reclamando por el liderazgo de Cristina Fernández durante la Marcha de la Resistencia de 2017.

En las elecciones presidenciales de 2015, el histórico kirchnerista Carlos Zannini se postuló como candidato a vicepresidente de Daniel Scioli, derrotado en el balotaje contra Mauricio Macri.
Pocos meses después de finalizar su segundo mandato como presidenta de la Nación, Cristina Fernández de Kirchner propuso formar una amplia coalición política que diera prioridad a la unidad de quienes se oponían a las políticas que estaba llevando adelante el presidente Mauricio Macri. Meses después fue creado el frente Unidad Ciudadana, que es el nombre de varias coaliciones electorales distritales, inscritas en las provincias de Buenos Aires, Catamarca, Chaco, Córdoba ―donde lleva el nombre de Córdoba Ciudadana―, Misiones, Neuquén, Entre Ríos ―donde lleva el nombre de Unión Ciudadana y se presenta como una de las internas junto al Partido Justicialista― y la Ciudad Autónoma de Buenos Aires, donde participa del frente Unidad Porteña ―internas junto a AHORA Buenos Aires, el PJ y el Partido Bien Común―. La alianza fue oficialmente lanzada el 20 de junio de 2017 tras un acto multitudinario realizado en Sarandí, localidad del conurbano que rodea a la ciudad de Buenos Aires.

### Presidencia de Alberto Fernández

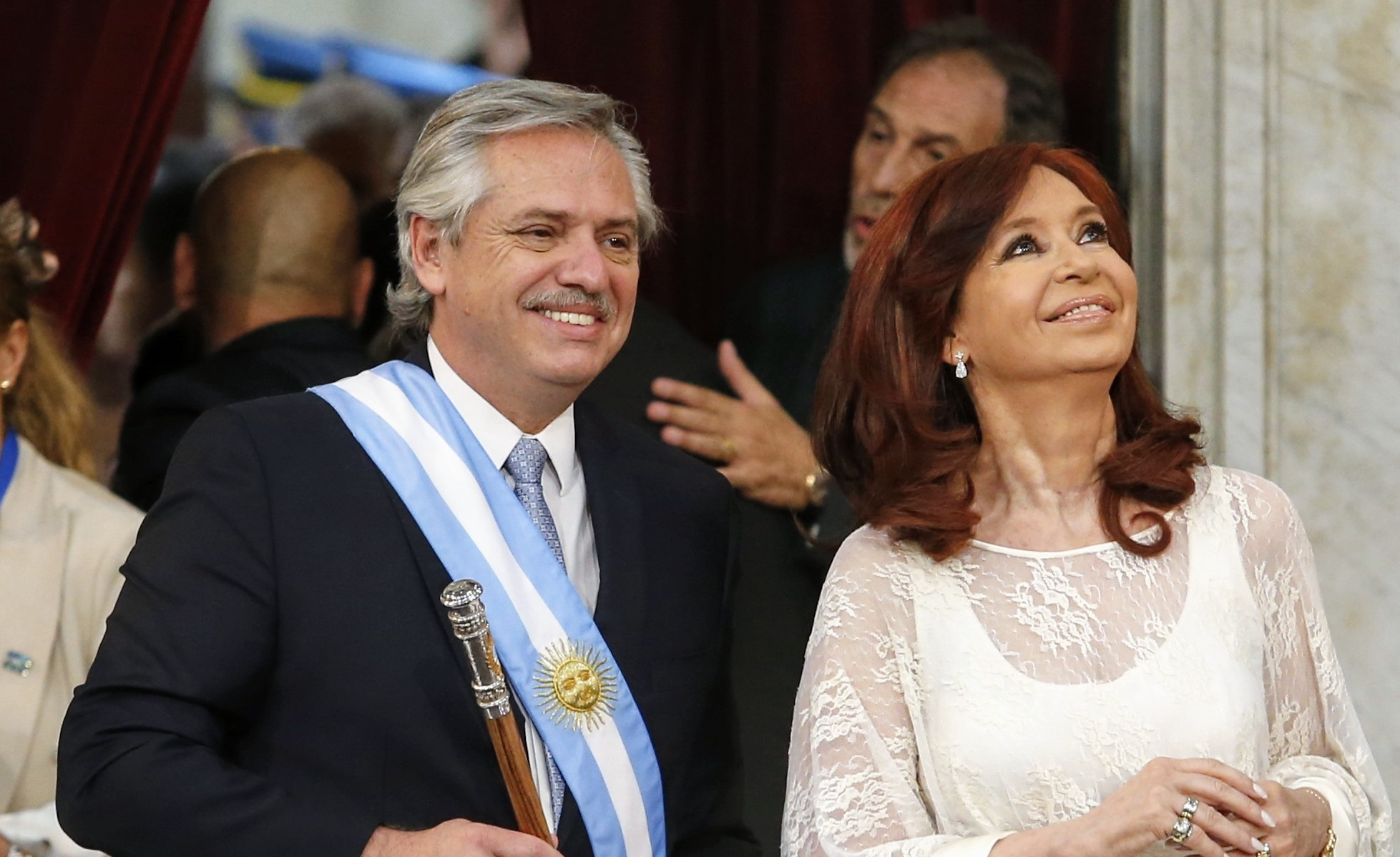
Alberto Fernández y Cristina Fernández de Kirchner durante su asunción como presidente y vicepresidenta, 10 de diciembre de 2019.

En las elecciones presidenciales de 2019, Cristina Fernández de Kirchner fue elegida vicepresidenta en la fórmula presidencial con Alberto Fernández, quien se había desempeñado como Jefe de Gabinete de Ministros de Néstor y Cristina Kirchner, entre 2003 y 2008. Obtuvieron un 48% de los votos en primera vuelta. El Frente de Todos ganó en 18 de los 24 distritos, incluyendo la provincia de Buenos Aires, donde habita el 39% de la población argentina, obteniendo 13 de las 24 bancas de senadores en juego, y 64 de las 130 bancas de diputados. Dicho frente incluyó una gran alianza electoral, integrada por partidos peronistas como el Partido Justicialista (principal partido del Frente), el Frente Renovador, Compromiso Federal; así como partidos kirchneristas como KOLINA, Nuevo Encuentro, partidos progresistas y de centroizquierda, como Somos, Partido Solidario, Proyecto Sur o Partido Intransigente; partidos radicales como FORJA y el MNA; partidos de la izquierda y el comunismo, entre otros. Entre todos sumaron un total de 19 partidos políticos, de orientación peronista o kirchnerista, que abarcan desde el centro hasta la izquierda del espectro político ideológico.
Después de desempeñar como Jefe de Gabinete, Alberto Fernández se distanció del kirchnerismo, mientras este movimiento se mantuvo mayoritariamente bajo la conducción de Cristina Fernández de Kirchner. Tras la alianza entre ambos, propiciada por Cristina, el kirchnerismo volvió a unirse con sectores del peronismo que se habían distanciado de ella, tales como el massismo, el Movimiento Evita y varios gobernadores del PJ.[cita requerida]

### Actualidad
La crisis económica en Argentina, caracterizada por una alta inflación y una tasa de pobreza del 40%, puso al Kirchnerismo en una situación crítica. Este escenario se agravó durante las elecciones legislativas de 2021, donde el kirchnerismo sufrió pérdidas significativas tanto en diputados como en senadores. Ante este panorama, CFK temía que el peronismo experimentara su peor desempeño histórico quedando en tercer lugar.
Para las elecciones presidenciales de 2023, el candidato aún era un enigma. Alberto Fernández ya había confirmado que no buscaría la reelección y CFK también descartó cualquier candidatura. Los rumores más fuertes apuntaban a Wado de Pedro como candidato a presidente y a Juan Manzur como vicepresidente, especialmente después de que Wado declarara: “Quiero ser el presidente de todas las familias argentinas”.
Además, el exgobernador de la provincia de Buenos Aires, Daniel Scioli, buscaba desafiar a Wado y competir en las elecciones primarias. Sin embargo, El día 23 de junio, el Frente de Todos cambió su nombre a Unión Por La Patria y anunció que el entonces ministro de Economía, Sergio Massa, sería el candidato presidencial, con Agustín Rossi como compañero de fórmula. Se confirmó también que tanto Wado como Scioli habían retirado sus candidaturas.

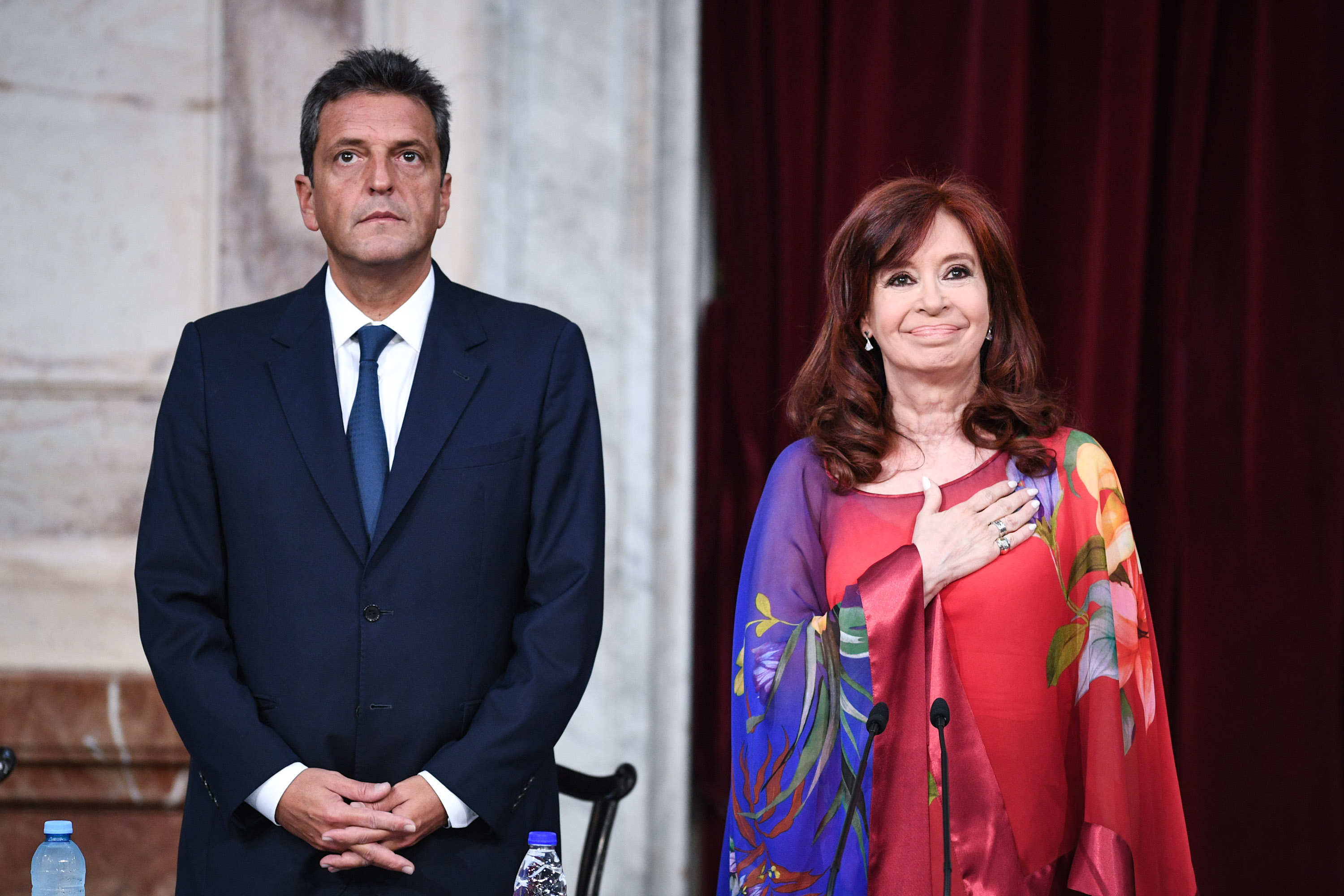
Cristina Fernández de Kirchner (Vicepresidenta de la Nación) y Sergio Massa (Presidente de la Cámara de Diputados) en la inauguración del 138.° Período de Sesiones Ordinarias celebrado en el Congreso de la Nación Argentina el 1 de marzo de 2020.

A pesar de la no postulación de Scioli y Wado, no se evitó una interna. Juan Grabois se postuló para la presidencia en el mismo espacio. En las PASO, Massa derrotó a Grabois y Unión Por La Patria se posicionó como el tercer espacio más votado.
En las elecciones generales, Unión Por La Patria resultó ser el espacio más votado. Sin embargo, al no cumplirse los requisitos mínimos para evitar una segunda vuelta, se tuvo que ir a una. Esto resultó en que el candidato libertario, Javier Milei, derrotara a Unión Por La Patria, convirtiéndose así en el primer presidente libertario del mundo.

## Resumen electoral
- Nota: El kirchnerismo como movimiento político surgió después de mayo de 2003, cuando Néstor Kirchner fue elegido presidente. Desde ese momento, el kirchnerismo participó en muchas coaliciones provinciales y nacionales, compartidas con otras fuerzas y corrientes políticas. En este capítulo se incluyen los resultados electorales totales obtenidos por dichas coaliciones, pero ni los votantes, ni los representantes electos pertenecen necesariamente al kirchnerismo.

### Elecciones provinciales

#### Gobernación de Santa Cruz
|  | 32,92 % |

|  | 66.37 % |

|  | 54.59 % |

|  | 67.52 % |

|  | 38.96 % |

### Elecciones presidenciales
|  | 22,25 % |

|  | 00,00 % |

|  | 46,28 % |

|  | 54,11 % |

|  | 37,08 % |

|  | 49,66 % |

|  | 49,24 % |

|  | 36,78 % |

|  | 44,35 % |

### Elecciones legislativas

#### Cámara de Diputados
| Año  | Votos      | %     | Bancas ganadas | Total de bancas | Posición | Presidencia                    | Nota                              |
| ---- | ---------- | ----- | -------------- | --------------- | -------- | ------------------------------ | --------------------------------- |
| 2003 | 5 511 420  | 35,10 | 58/130         | 129/257         | Mayoría  | Eduardo Duhalde (PJ)           | Incluyendo otras facciones del PJ |
| 2005 | 5 071 094  | 29,90 | 50/127         | 75/257          | Minoría  | Néstor Kirchner (PJ-FPV)       |                                   |
| 2007 | 5 557 087  | 45,55 | 56/130         | 106/257         | Minoría  | Néstor Kirchner (PJ-FPV)       |                                   |
| 2009 | 1 679 084  | 8,80  | 14/127         | 70/257          | Minoría  | Cristina Kirchner (PJ-FPV)     |                                   |
| 2011 | 10 121 311 | 49,10 | 76/130         | 90/257          | Minoría  | Cristina Kirchner (PJ-FPV)     |                                   |
| 2013 | 7 487 839  | 33,20 | 42/127         | 132/257         | Mayoría  | Cristina Kirchner (PJ-FPV)     |                                   |
| 2015 | 8 237 074  | 31,76 | 60/130         | 96/257          | Minoría  | Cristina Kirchner (PJ-FPV)     |                                   |
| 2017 | 5 265 069  | 21,03 | 25/127         | 68/257          | Minoría  | Mauricio Macri (PRO-Cambiemos) |                                   |
| 2019 | 11 359 508 | 45.50 | 64/130         | 117/257         | Minoría  | Mauricio Macri (PRO-Cambiemos) |                                   |
| 2021 | 8 041 290  | 34.56 | 50/130         | 118/257         | Minoría  | Alberto Fernández (PJ-FDT)     |                                   |

#### Senado
| Año  | Votos     | %     | Bancas ganadas | Total de bancas | Posición | Presidencia                    | Nota                              |
| ---- | --------- | ----- | -------------- | --------------- | -------- | ------------------------------ | --------------------------------- |
| 2003 | 1 852 456 | 40,7  | 13/24          | 41/72           | Mayoría  | Eduardo Duhalde (PJ)           | Incluyendo otras facciones del PJ |
| 2005 | 3 572 361 | 45,1  | 14/24          | 14/72           | Minoría  | Néstor Kirchner (PJ-FPV)       |                                   |
| 2007 | 1 048 187 | 45,6  | 8/24           | 22/72           | Minoría  | Néstor Kirchner (PJ-FPV)       |                                   |
| 2009 | 756 695   | 30,3  | 4/24           | 12/72           | Minoría  | Cristina Kirchner (PJ-FPV)     |                                   |
| 2011 | 5 470 241 | 54,6  | 13/24          | 24/72           | Minoría  | Cristina Kirchner (PJ-FPV)     |                                   |
| 2013 | 1 608 866 | 32,10 | 11/24          | 40/72           | Mayoría  | Cristina Kirchner (PJ-FPV)     |                                   |
| 2015 | 2 336 037 | 32,72 | 12/24          | 39/72           | Mayoría  | Cristina Kirchner (PJ-FPV)     |                                   |
| 2017 | 3 785 518 | 32.71 | 4/24           | 8/72            | Minoría  | Mauricio Macri (PRO-Cambiemos) |                                   |
| 2019 | 2 609 017 | 46.30 | 13/24          | 36/72           | Minoría  | Mauricio Macri (PRO-Cambiemos) |                                   |
| 2021 | 2 122 648 | 29.83 | 9/24           | 35/72           | Minoría  | Alberto Fernández (PJ-FDT)     |                                   |